# Targeta CompactFlash

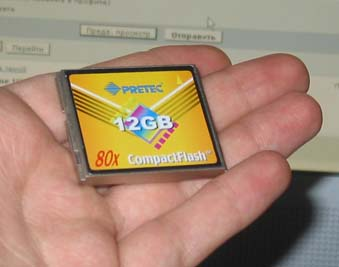
Targeta CompactFlash

CompactFlash és una targeta de memòria que permet emmagatzemar dades digitals (durant un temps es va considerar de "petit format").
Les targetes CompactFlash tenen un pes d'una unça i mitja i una mida de 43mm d'amplada, 36mm d'alçada i 3.3mm de gruix.
La capacitat de les targetes CompactFlash va des de les de 4MB fins a 12GB.

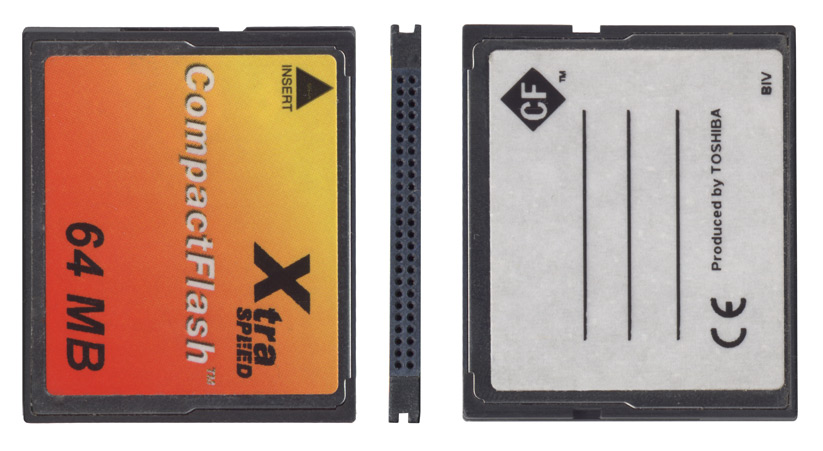
Una targeta CompactFlash de 64MB del Tipus I

 CompactFlash  ( CF ) va ser originalment un tipus de dispositiu d'emmagatzematge de dades, usat en dispositius electrònics portàtils. Com a dispositiu d'emmagatzematge, sol usar memòria flash En una carcassa estàndard, i va ser especificat i produït per primera vegada per SanDisk Corporation a 1994. El format físic serveix ara per a una gran varietat de dispositius. Principalment hi ha dos tipus de targetes CF, el Tipus I i el Tipus II, lleugerament més gros. Hi ha tres velocitats de targetes (CF original, CF d'Alta Velocitat (usant CF +/CF2.0) i CF d'Alta Velocitat (Usant CF3.0). La ranura CF de Tipus II és usada per Microdrive si alguns altres dispositius.
CF estava entre els primers estàndards de memòria flash per competir amb les anteriors, i d'una mida més gran, targetes de memòria PC Card Tipus I, i es va fabricar originalment a partir de memòries flash basades en  NOR de Intel, encara que finalment es va passar a utilitzar  NAND. CF està entre els formats més antics i reeixits, i s'ha introduït en una veta en el mercat professional de les càmeres. S'ha beneficiat de tenir tant un bon cost amb relació a la capacitat de la memòria comparat amb altres formats, com de tenir, generalment, majors capacitats disponibles que els formats més petits.
Les targetes CF poden ser usades directament en una ranura PC Card amb un adaptador endollable, i amb un lector, a qualsevol port comú com USB o FireWire. A més, gràcies a la seva més gran en comparació amb les targetes més petites que van aparèixer posteriorment, molts altres formats poden ser usats directament en una ranura de targeta CF amb un adaptador (incloent-hi SD/MMC, Memory Stick Duo, xD-Picture Card en una ranura de tipus I, i SmartMedia en una de Tipus II, a data de 2005) (alguns lectors de multi-targetes utilitzen CF per E/S igualment).

## Descripció

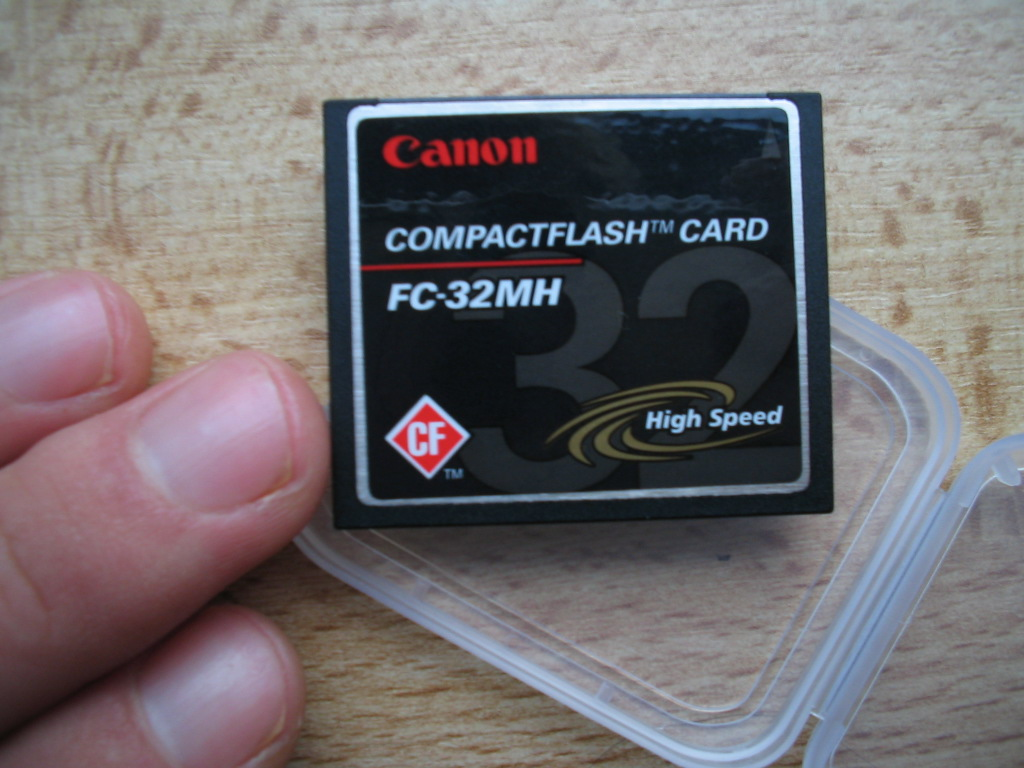
Una targeta CompactFlash de Tipus I d'alta velocitat de 32MB

La memòria flash fabricada amb tecnologia tipus  NOR  té una densitat menor que la dels sistemes més recents basats en el tipus  NAND , la CompactFlash és, per tant, el més gran dels tres formats de targetes de memòria que van aparèixer a principis dels  anys 90, sent les altres dues la Miniature Card (MiniCardeléctricamente idèntica. És a dir, apareix per al dispositiu host com si fos un disc dur d'una mida definit i té un diminut controlador  IDE integrat en el mateix dispositiu CF. El connector mesura d'ample uns 43  mm, la carcassa té 36 mm de profunditat i està disponible en dos gruixos diferents,  CF  (3,3 mm) i  CF II  (5 mm). No obstant això, ambdós tipus són idèntics. Les targetes CF I poden ser usades en les ranures per a CF II, però les targetes CF II són massa gruixudes per poder entrar en les ranures per a CF I. Les targetes de memòria són habitualment del tipus CF I.
Les targetes CF són molt més compactes que les targetes de memòria PC Card (PCMCIA) de Tipus I, excepte pel seu gruix, que és el mateix que les targetes PC Card Tipus I i Tipus II respectivament. CF ha aconseguit ser el més exitós dels primers formats de targetes de memòria, sobrevivint tant a la Miniature Card, com a la SmartMedia i PC Card Tipus I. SmartMedia va suposar una competència dura per CF a dispositius més petits, i va ser més popular que CF en termes de penetració en el mercat, però SmartMedia li cediria aquesta àrea a tipus de targetes més nous (durant l'escàs període 2002-2005).
Els formats de targetes de memòria que van aparèixer a finals dels anys 90 i a principis de la següent dècada ( SD/ MMC, diversos formats de Memory Stick, xD-Picture Card, etc.) van suposar una dura competència. Els nou formats, més petits, tenien una mida d'una fracció de la mida de CF, i en alguns casos fins i tot més petits dels que CF havia estat respecte a PC Card. Aquests nou formats dominarien les PDA,  telèfons mòbils, i  càmeres digitals (especialment els models més compactes).
No obstant això, CF continua oferint-se en molts dispositius, i es manté com el principal estàndard per càmeres professionals, i també en un gran nombre de productes de consum el 2005. Les característiques clau es mantenen, com un cost acceptable per megabyte, oferint una major capacitat màxima que les targetes més petites, la capacitat per part de CF II d'usar Microdrive, i adaptadors que permeten a una ranura CF poder utilitzar molts altres formats de targeta més petits. Els adaptadors per CF a ranures de PC Card són també més barats que altres tipus, ja que són només un adaptador de clavilla sense xips al seu interior.
Cal destacar que CF (i altres formats) no han aconseguit reemplaçar completament a la targeta de memòria PC Card Tipus I i II en diverses aplicacions industrials.
Els dispositius de memòria flaix són no volàtils i semiconductor és, pel que són més robustos que les unitats de disc, i consumeixen al voltant del 5% de l'energia que necessiten les unitats de disc petites, i encara tenen velocitats de transferència bones (fins a 20  MB/s d'escriptura i 20 MB/s de lectura a la SanDisk Extreme III). Funcionen a 3,3 volts o 5 volts, i poden intercanviar-se d'un sistema a un altre. Les targetes CF amb memòria flash poden fer-hi front a canvis ràpids i extrems de temperatura. Les versions industrials de targetes de memòria flash poden funcionar en un rang de -45 fins a +85 °C.
Els dispositius CF es fan servir en ordinadors PDA i  portàtil és (que poden o no poden acceptar targetes de mides grans),  càmeres digitals, i una gran varietat de dispositius, incloent-hi ordinadors d'escriptori.
A 2005, hi ha targetes CompactFlash amb capacitats des d'uns 8 megabytes fins aproximadament 12 gigabytes. (Aquí, un megabyte es defineix com un milió de bytes, i un gigabyte equival a 1.000 milions de bytes.)

## Microdrive

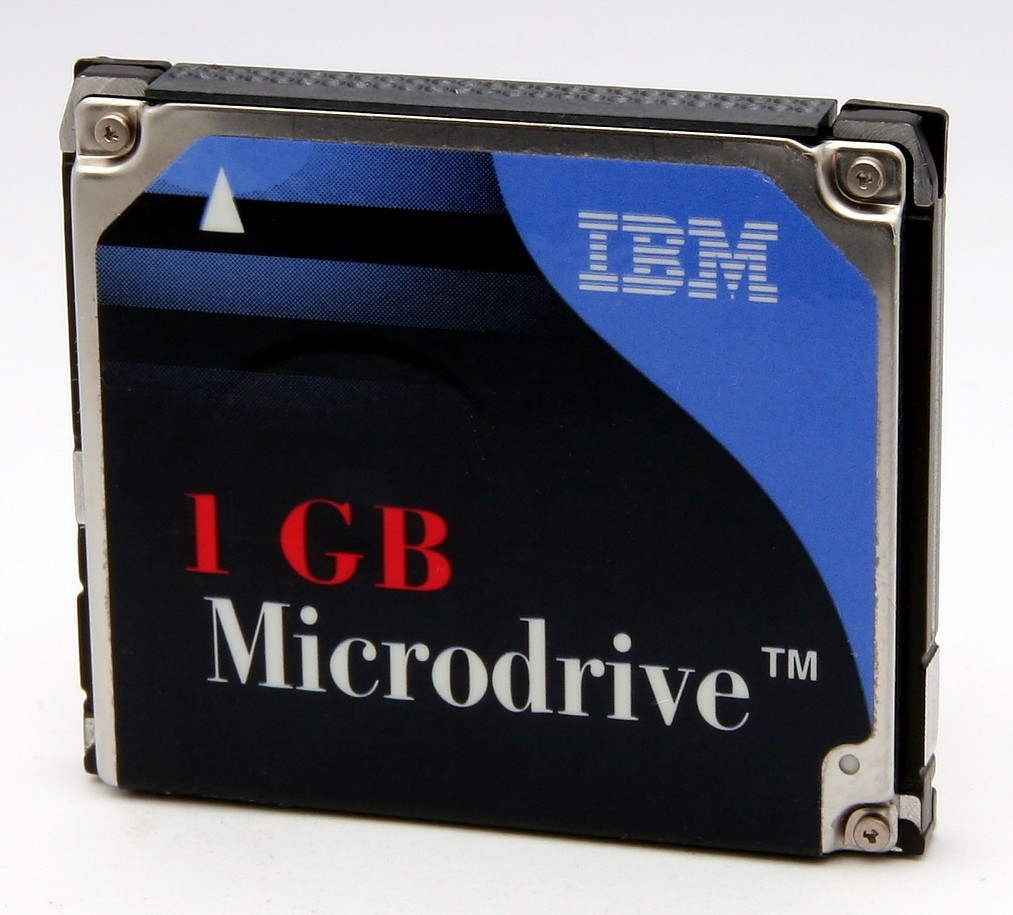
Microdrive IBM d'1 GB

Els Microdrive són discs durs diminuts (sobre 1 polzada/25 mm d'ample) que són per a CompactFlash Tipus II. Van ser desenvolupats i llançats el 1999 per IBM amb una capacitat de 340 megabytes. Després, la divisió va ser venuda a Hitachi el desembre de 2002 juntament amb la marca registrada Microdrive. Ara hi ha altres marques que venen Microdrive (com Seagate, Sony, etc.), i, amb el pas dels anys, s'ha incrementat la capacitat de les targetes (fins a 6 GB a mitjans de 2005).
Com que aquests dispositius encaixen en qualsevol ranura CF II, reben més energia de mitjana que la memòria flaix, i per això no poden treballar en alguns dispositius amb un nivell baix d'energia (per exemple, els HPCs de NEC). Com que es tracta de dispositius mecànics, són més sensibles a moviments bruscos i canvis de temperatura que les memòries flash, encara que en la pràctica són molt robustos.

## L'especificació de CF +
Quan CompactFlash va ser el primer a estandarditzar, els discs durs de mida corrent rarament tenien una capacitat major de 4 GB, de manera que les limitacions existents de l'estàndard ATA van ser considerades acceptables. Des de llavors, els discs durs han hagut de fer moltes modificacions perquè el sistema ATA pugui administrar aquests suports lògics en continu augment, i avui en dia fins i tot les targetes de memòria flash han superat el límit dels 4 GB.
Per aquesta raó, s'ha definit un nou estàndard CF,  CF +  (o CF 2.0). Inclou dos canvis principals: un increment en la velocitat de transferència de dades fins a 16 MB/s, capacitats de fins a 137 GB (segons la CompactFlash Association, CFA)
També ha aparegut l'estàndard CF 3.0, que suporta taxes de transferència de fins a 66 MB/si altres característiques.

## Altres dispositius que compleixen l'estàndard CF
El format CompactFlash serveix també per a diversos dispositius d'entrada/sortida i d'interfície. Atès que és elèctricament idèntic a  PC Card, moltes PC Cards tenen equivalents CF. Alguns exemples són:
- Adaptador de pantalla Super VGA
- Càmera digital
- GBA Movie Player
- GPS
- Escàner de codi de barres
- Ethernet
- Lector de  bandes magnètiques
- Lectors per a altres  memòries flash
- Mòdem
- WiFi